# Лаппо, Георгий Михайлович
Гео́ргий Миха́йлович Лаппо́ (18 апреля 1923, Льгов — 9 октября 2020, Москва) — советский и российский географ-урбанист. Доктор географических наук (1975), профессор (1988). Индекс Хирша — 20.
Почётный член Русского географического общества. Заслуженный деятель науки Российской Федерации (1998), лауреат Государственной премии СССР (1987).

## Биография
Родился в городе Льгове Курской губернии. В 1940 году поступил в МИХМАШ, окончив первый курс, ушёл на фронт в 1941 году. Демобилизовавшись в 1946 году, работал бортрадистом в аэросъёмочном отряде Московского Аэрогеодезического предприятия ГУГК. В 1953 году заочно окончил кафедру экономической географии СССР (1953) Географического факультета МГУ, в 1953—1956 годах учился в аспирантуре того же факультета. Кандидатскую диссертацию на тему «Города Московской области» защитил в 1962 году. Член ВКП(б) с 1946 года.
Похоронен на Хованском кладбище.

## Научная карьера
В 1957—1963 годах работал в НИИ градостроительства и районной планировки Академии строительства и архитектуры СССР. В 1964 году Г. М. Лаппо вернулся в Alma mater и до 1969 года был доцентом географического факультета МГУ, где читал курс «География городов с основами градостроительства» (опубликован в виде монографии, 1969).
С 1969 году Георгий Лаппо работал в ИГАН, занимаясь изучением проблем развития городов СССР. С 1973 года возглавляет отдел экономической географии этого института.
В 1975 году защитил докторскую диссертацию на тему «Экономико-географические проблемы развития крупных городских агломераций СССР». Параллельно с научной работой читал лекции в вузах Уфы, Краснодара, Ташкента, Смоленска и Саранска.

## Вклад в науку
Георгий Лаппо в числе других геоурбанистов выступил с концепцией каркасно-сетевой структуры территории в противоположность господствовавшему в советской экономической географии районному подходу к изучению городов. Суть этой концепции состоит в том, что при зрелой урбанизации города в большей степени взаимодействуют друг с другом, а не с окружающей их территорией. В 1970—80-е гг. это направление было подвергнуто критике с идеологических позиций как «антирайонирование», однако в дальнейшем стало господствующим в российской геоурбанистике.

## Награды и звания
- два ордена Отечественной войны II степени (31.5.1945; 1.8.1986)
- орден Красной Звезды (23.9.1944)
- медаль «За оборону Кавказа» (1.5.1944)
- медаль «За победу над Германией в Великой Отечественной войне 1941—1945 гг.» (9.5.1945)
- медаль «За трудовое отличие» (1952)
- заслуженный деятель науки Российской Федерации (1998)
- Серебряная медаль ВДНХ за составление серии карт по оценке состояния природной среды в природных условий[6] (1988)
- Почётный радист СССР (1951)
- Почётный член РГО (2000)

## Основные работы
- Лаппо Г. М. География городов с основами градостроительства : Курс лекций для студентов-заочников по специальности «Экон. география» / М-во высш. и сред. спец. образования СССР. Науч.-метод. кабинет по заоч. и вечернему обучению Моск. гос. ун-та им. М. В. Ломоносова. — М.: Изд-во МГУ, 1969. — 184 с.
- Лаппо Г. М. Рассказы о городах. — М.: Мысль, 1972. — 192, [16] с.
  - Лаппо Г. М. Рассказы о городах. — 2-е изд., доп. и перераб. — М.: Мысль, 1976. — 219 с.
- Moscow. Capital of the Soviet Union. M.: Progress, 1976. P. 189 (при участии А. Ю. Беккера и А. Г. Чикишева)
- Лаппо Г. М. Рассказы о городах / Оформление художника Е. В. Ратмировой. — Изд. 2-е, доп. и перераб. — М.: Мысль, 1976. — 224 с. — 150 000 экз.
- Городские агломерации в СССР и за рубежом. — М.: Знание, 1977 (совместно с В. Я. Любовным)
- Развитие городских агломераций в СССР. — М.: Наука, 1978. — 152 с.
- Geograpia de las Ciudades y fundomentas de Urbanismo. — M.: Wneshtorgizdat, 1983. — P. 204.
- Геоурбанистика в СССР. Основные достижения и направления исследований. — М., 1986 (в соавторстве с Н. В. Петровым; переведена в США)
- Города на пути в будущее. — М.: Мысль, 1987. — 237 с.
- Packaз за Mockва. Наука и изкуство. София, 1987. 199 с. (в соавторстве с А. Абаджиевым)
- Лаппо Г. М. География городов. — М.: Владос, 1997. — 480 с. — 20 000 экз. — ISBN 5-691-00047-0. (обл.)
- Города России : Энциклопедия / Гл. ред. Г. М. Лаппо. — М.: Большая Российская энциклопедия; Терра — Книжный клуб, 1998. — 562 с. — ISBN 5-300-01747-7
- Georgij M. Lappo und Fritz W. Honsch. Urbanisierung Rußlands. Berlin: Stuttgart: Borntraeger, 2000. P. 215.
- Лаппо Г. М. Города России: Взгляд географа. — М.: Новый хронограф, 2012. — 504 с. — (Социальное пространство). — ISBN 978-5-94881-151-2.